# Джепкосгеи, Джанет
Джанет Джепкосгеи — кенийская бегунья на средние дистанции.
Впервые приняла участие в международных соревнованиях в 1999 году, когда выступила на чемпионате мира среди юношей на дистанции 800 метров. В 2002 году выиграла золотую медаль на чемпионате мира среди юниоров. На чемпионате мира 2007 года выиграла золотую медаль, на чемпионате мира 2009 года заняла второе место, а на мировом первенстве 2011 года стала серебряным призёром (после дисквалификации чемпионки соревнований Марии Савиновой Джепкосгеи поднялась с третьего на второе место). На Олимпийских играх в Пекине стала серебряным призёром в беге на 800 метров с результатом 1.56,02. Победительница гран-при Шанхая 2010 года.